# Should Be Higher
Singles de Depeche Mode
Soothe My Soul
(2013) Where's the Revolution
(2017)
Pistes de Delta Machine
Soft Touch / Raw Nerve
(9) Alone
(11)
Should Be Higher est une chanson de Depeche Mode, il s'agit du troisième et dernier single extrait de leur 13e album Delta Machine.

## Détails
Il s'agit du troisième single de la carrière Depeche Mode à être écrit par David Gahan. Les face B du single sont des remixes de titres de l'album.

## Liste des chansons
1. Should Be Higher (Jim Sclavunos from Grinderman Remix) (4:11)
2. Should Be Higher (Little Vampire Mix) (5:30)
3. Should Be Higher (MAPS Remix) (5:42)
4. Should Be Higher (Jim Jones Revue Remix) (5:14)
5. Should Be Higher (Radio Mix) (3:30)